# Jang Seong-back
Jang Seong-back (Corea del Sud, ...) è un direttore della fotografia sudcoreano.
Nel 2004, alla sua prima esperienza lavorativa, viene scelto da Kim Ki-duk per curare la fotografia del suo film Ferro 3 - La casa vuota. L'anno seguente viene richiamato da Kim per un altro suo film, L'arco, grazie al quale è candidato alla prestigiosa Rana d'Oro al Cameraimage nel 2005.

## Filmografia
- Ferro 3 - La casa vuota (Bin-jip), regia di Kim Ki-duk (2004)
- L'arco (Hwal), regia di Kim Ki-duk (2005)